# Anisopodus xylinus
Anisopodus xylinus es una especie de escarabajo longicornio del género Anisopodus, tribu Acanthocinini, subfamilia Lamiinae. Fue descrita científicamente por Bates en 1881.

## Descripción
Mide 9 milímetros de longitud.

## Distribución
Se distribuye por Costa Rica y Honduras.